# Paradygmat, czyli potęga zła
Paradygmat (fr. Paradigma, le pouvoir du mal) – francusko-włosko-niemiecki film psychologiczny z roku 1985 w reżyserii Krzysztofa Zanussiego.

## Fabuła i odniesienia
Bliżej nieokreślone miasto w Europie po I wojnie światowej. Hubert, młody student teologii głęboko wierzący w możliwość przezwyciężania wewnętrznych pokus, zakochuje się w żonie bogatego fabrykanta - człowieka dzięki którego pomocy finansowej może kontynuować swoje studia.
Zanussi w rozmowie z francuską krytyk, Yvonne Baby, stwierdził, że pewnego dnia wyobraził sobie śmiertelny pojedynek na słowa. Zastanawiałem się nad słowami i ich zabójczą mocą. Stwierdziłem, że prawda jakiegoś słowa może stać się niemal ewangeliczna i może zabić. Między młodym człowiekiem i jego protektorem odbywa się taki pojedynek w moim filmie; to moment, w którym uczciwy odnajduje spokój, a nieuczciwy powinien być teoretycznie ukarany. Poprzez swój idealizm, swój romantyzm, młody człowiek jest być może bardziej słowiański. Reżyser podaje w wątpliwość koncepcję teoretycznego ideału, który mógłby ulepszyć społeczeństwo. Stwierdził, że nawet zbrodniarz Pol Pot korzystał z nauk Jean-Paula Sartre'a.
Film miał początkowo nosić tytuł "Paradygmat" w hołdzie dla obrazu "Teorema" autorstwa Pier Paola Pasoliniego, ale dystrybutor uznał tę konotację za zbyt skomplikowaną. Zanussi w swoim dziele proponuje widzowi wariacje na temat zła, a dokładnie parabolę o złu, które objawia się młodemu mężczyźnie, początkowo chcącemu czynić dobro. Reżyser osadził obraz (kostiumy, samochody, itp.) w latach 20. XX wieku, czyli w czasie kiedy Georges Bernanos zadebiutował powieścią "Pod słońcem szatana" (1926). Podczas konferencji prasowej Festiwalu w Wenecji (1985) Zanussi wprost stwierdził, że jest pod wrażeniem twórczości Dostojewskiego i Bernanosa. W tym kontekście jego film można postrzegać jako próbę ujawnienia widzowi szatana i zła, tak w świecie go otaczającym, jak i w nim samym.
Ukazany świat balansuje pomiędzy rzeczywistością, a fantastyką, do czego introdukcją jest partytura muzyczna Wojciecha Kilara. W dziele pokazano troje protagonistów: 
- młody, nieco naiwny student teologii (Hubert), nieco przypominający wolterowskiego Kandyda, za Rousseau uważający, że człowiek z natury jest dobry, a zło kształtuje w nim społeczeństwo, jako produkt ignorancji, braku dobra,
- dojrzały mężczyzna (Gotfried), zamożny przemysłowiec, właściciel kopalni, odlewni i fabryk, producent broni, społecznie człowiek bez zarzutu, który jednak wybiera zło,
- młoda żona Gotfrieda (Sylvie), kobieta fatalna, tajemnicza, przywdziewająca maski nieszczęśliwej małżonki, niewinnej ofiary męża, ideologiczna bojowniczka[2].

Sylvie, przedstawiając się Hubertowi jako ofiara męża, podsuwa mu myśl, by go zabił. Odtąd zawiązuje się intryga między trzema postaciami, w jakiej uczestniczy też szatan, którego istnienie potwierdzone jest na samym początku opowieści, choć nigdy nie pojawia się on w jakiejkolwiek postaci. Podsuwa jedynie pomysły na kłamstwa i podstępy, pragnienie dominacji i upokarzania innych.
Zanussi szkicując portrety trzech głównych postaci w doskonały sposób sugeruje dwuznaczność powiązań między dobrem i złem. Niewinność jest według niego iluzją. Film potwierdza chrześcijańską wizję świata, w którym istnienie zła pochodzi wprost z grzechu pierworodnego, a wszelka radykalna, ideologiczna zmiana społeczna nie zmieni ludzkiej doli. Walka dobra ze złem wpisana jest w tragiczną atmosferę, podkreśloną przez industrialną stylizację dekoracji, a także kompozycję muzyczną i sekwencje nocne lub z pogranicza dnia i nocy. Dominującą barwą starcia dobra i zła jest zieleń, która pojawia się w większości scen. Parabola naszkicowana przez Zanussiego pozwala widzowi odkryć prawdę sformułowaną przez Pascala, mówiącą, że człowiek nie jest ani aniołem, ani bydlęciem; nieszczęście w tym, iż kto chce być aniołem bywa bydlęciem. Zakończenie potwierdza zaś myśl Pascala, że wielkość człowieka jest tak widoczna, że wyłania się nawet z jego nędzy. 
Ostatecznie w filmie dochodzi do sytuacji, w której zbyt pewny siebie student teologii przekształcony zostaje w "żebraka", w sensie osoby oddanej Bogu.

## Obsada
- Benjamin Voelz - Hubert
- Vittorio Gassman - Gottfried
- Marie Christine Barrault - Sylvie
- Eugeniusz Priwieziencew - sekretarz
- Hark Bohm - notariusz
- Jan Biczycki - żebrak